# كيم هو-نام
كيم هو-نام (هانغل: 김호남) هو لاعب كرة قدم كوري جنوبي في مركز الهجوم، ولد في 14 يونيو 1989 في جونجو في كوريا الجنوبية. لعب مع جيجو يونايتد وساغان توسو ونادي غوانغجو.

## وصلات خارجية
- كيم هو-نام على موقع رابطة كرة القدم اليابانية للمحترفين (اليابانية)
- كيم هو-نام على موقع دوري كوريا الجنوبية (الإنجليزية)
- كيم هو-نام على موقع قاعدة بيانات كرة القدم.إي يو (الإنجليزية)
- كيم هو-نام على موقع Soccerway.com (الإنجليزية)